# Партия на работниците (Бразилия)
Партията на работниците (на португалски: Partido dos Trabalhadores – PT) е социалдемократическа политическа партия в Бразилия. Основана през 1980 г., днес тя е едно от най-големите леви движения в Южна Америка. В Камарата на представителите тя е най-голямата партия, а сред населението PT е предпочитана от около една четвърт от бразилския електорат, по данни към декември 2009 година. Бразилският президент Луис Инасиу Лула да Силва и президентката Дилма Русеф (2011 – 2016) към 2010 са считани за най-известните членове на партията. Нейният символ е червена петолъчка, като в средата ѝ са изписани инициалите на партията, PT.